# Nathan Caplan
Nathan Caplan (* 1930) ist ein US-amerikanischer Psychologe. Er ist Professor Emeritus der University of Michigan.

## Forschungsschwerpunkte
Caplan interessiert sich unter anderem für Entscheidungsprozesse und die Umsetzung von wissenschaftlichen Erkenntnissen in der Politik. Außerdem forscht er über Leistungsmotivation. Von besonderem Interesse waren für Caplan die akademischen Leistungen der Kinder der vietnamesischen Boatpeople. Diese Leistungen führte Caplan auf eine starke Leistungsmotivation und einen starken familiären Zusammenhalt zurück.

## Werke
- N. Caplan, M. H. Choy und J. K. Whitmore: Children of the Boat People. A Study of Educational Success. University of Michigan Press, Ann Arbor 1994
- Nathan Caplan et al.: The Boat People and Achievement in America: A study of family life, hard work, and cultural values. University of Michigan Press, 1989, ISBN 0-472-09397-5

| Personendaten    | Personendaten                |
| ---------------- | ---------------------------- |
| NAME             | Caplan, Nathan               |
| KURZBESCHREIBUNG | US-amerikanischer Psychologe |
| GEBURTSDATUM     | 1930                         |